# Joe Reed (giocatore di football americano 1998)
Joe Reed (4 gennaio 1998) è un giocatore di football americano statunitense che milita nel ruolo di wide receiver per i Los Angeles Chargers della National Football League (NFL).

## Carriera

### Los Angeles Chargers
Reed al college giocò a football all'Università della Virginia dal 2016 al 2019. Fu scelto dai Los Angeles Chargers nel corso del quinto giro (151º assoluto) del Draft NFL 2020. Debuttò come professionista nella gara del primo turno contro i Cincinnati Bengals ritornando un kickoff per 46 yard. La sua stagione da rookie si chiuse con 29 yard corse, 435 yard su ritorno e un touchdown.